# NGC 5502
NGC 5502 (NGC 5503) je spiralna galaktika u zviježđu Velikom medvjedu. Naknadno je utvrđeno da je NGC 5503 ista galaktika.

## Vanjske poveznice
- (engl.) SEDS: NGC 5502
- (engl.) Hartmut Frommert: Revidirani Novi opći katalog
- (engl.) Izvangalaktička baza podataka NASA-e i IPAC-a
- (engl.) Astronomska baza podataka SIMBAD
- (engl.) VizieR
- DSS-ova slika NGC 5502  Arhivirana inačica izvorne stranice od 3. listopada 2011. (Wayback Machine)
- (engl.) Auke Slotegraaf: NGC 5502 Deep Sky Observer's Companion
- (engl.) Courtney Seligman: Objekti Novog općeg kataloga: NGC 5500 - 5549